# Podział administracyjny Barbadosu
Barbados jest podzielony na 11 parafii (dystryktów):
1. Christ Church
2. Saint Andrew (parafia pw. św. Andrzeja)
3. Saint George (parafia pw. św. Jerzego)
4. Saint James (parafia pw. św. Jakuba)
5. Saint John (parafia pw. św. Jana)
6. Saint Joseph (parafia pw. św. Józefa)
7. Saint Lucy (parafia pw. św. Łucji)
8. Saint Michael (parafia pw. św. Michała)
9. Saint Peter (parafia pw. św. Piotra)
10. Saint Philip (parafia pw. św. Filipa)
11. Saint Thomas (parafia pw. św. Tomasza)

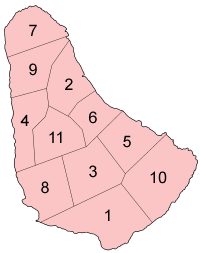
Parafie na Barbadosie